# Javoršček
Javoršček je 1567 m visoka gora na jugozahodu Bovške kotline in je zadnji vrh Krnskega pogorja. 

## Geografija
Na severu goro omejuje reka Soča, na jugu pa reka Slatenik. Zahodno od Javorščka stoji Humčič (810 m), severovzhodno Kozji breg (1240), vzhodno od vrha planina Golobar z Vršiči (1699 m), Slopco (1698 m), Hudim vrhom (1808 m), Srednjo špico (1819 m) in Lipnikom (1870 m), jugovzhodno pa preko doline Slatenika meji na Lukeževo brdo in Kal (1699 m). S severnega pobočja Javorščka se v Sočo izliva Golobarski potok. Na severozahodnu je sotočje Koritnice in Soče. 

## Geologija
Vrh sestavlja dachsteinski apnenec norijsko-retijske starosti s posameznimi vložki dolomita. Planino Golubar gradijo nesprijete kvartarne morene. Vzhodni nižji del pobočja Javorščka tvori kvartarni pobočni grušč. Južna spodnja pobočja so iz ploščatega mikritnega apnenca (apnenec s kalcitnimi kristali do 0,004 mm) ter kalkarenitnega apnenca (apnenec s kristalnimi zrni od 0,063 do 2 mm). Na jugozahodu je tudi območje debelozrnate apnenčaste breče.

## Zgodovina
Gora je na soški fronti prve svetovne vojne za avstro-ogrske branilce igrala pomembno vlogo. Italijanske sile razen za kratek čas tekom tretje soške bitke vrha navkljub ponavljajočim se napadom niso zavzele. Avstrijsko vrhovno poveljstvo je ob italijanski vojni 23. maja 1915 napovedi Javoršček vključila v svojo glavno obrambno črto. Italijanski IV. korpus je vrh Javorščka ponovno neuspešno napadel 11. septembra 1915 v sklopu večjega napada na obrambe Javorščka, Lipnika in Vršiča, kjer so se bersaljeri povzpeli pod greben Javorščka, a so bili odbiti. Med 11. in 16. septembrom so bersaljeri zasedli strelski jarek na sedlu Čez Utro vzhodno od Javorščka. V teh spopadih so sodelovale italijanske brigade Aosta, Liguria ter 6., 9. in 11. bersaljerski polk, na avstro-ogrski strani pa 21. domobranski pehotni polk in 20. lovski bataljon. 21. oktobra je italijanska vojska napadla Javoršček, prišli do grebena ter obstali pred žičnimi ovirami, kjer so čakali noč. Obramba je potekala z ročnimi granatami, tempiranimi minami ter s plazenjem kamenja. Po težkem obstreljevanju so italijanske sile zjutraj zasedle del jarka na severni strani grebena, vendar so se po povelju 44. strelske divizije ter protinapadu rezerve koroškega 1. strelskega polka Italijani umaknili. Do večera 22. oktobra so še trikrat neuspešno napadli vrh. Padec Javorščka vključno z Rombonom bi Italijanom omogočal nadzor bovške kotline, Lepene ter Predela, hkrati pa bi njihove položaje ogrožala morebitna avstro-ogrska protiofenziva. Pod Javorščkom se severozahodno nahaja planina Golubar (1256 m), na kateri je zaradi italijanske topniške sence tekom vojne stalo barakarsko naselje branilcev.
Med drugo svetovno vojno je 26. aprila 1943 prišlo do celodnevnega spopada med italijanskimi silami ter partizani; partizani so imeli 32 mrtvih in 35 poškodovanih, Italijani pa 4 mrtve in 7 ranjenih.